# District de Diekirch
Pour les articles homonymes, voir Diekirch (homonymie).
Le district de Diekirch était l’un des trois districts du Grand-Duché de Luxembourg.

## Histoire
Le district est créé le 24 février 1843, comme les deux autres districts actuels.
Le 30 mai 1857, le district perd le canton de Redange qui sert à former le nouveau district de Mersch et le regagne le 4 mai 1867 lors de la dissolution de ce nouveau district.
Au 1er janvier 2012, le canton de Clervaux voit les communes de Heinerscheid et Munshausen dissoutes lors de leur fusion avec la commune de Clervaux, ainsi que celles de Consthum et Hosingen lors de la création de la commune du Parc Hosingen. Le canton de Diekirch voit la commune de Hoscheid dissoute lors de la création de Parc Hosingen, ainsi que celles d’Ermsdorf et Medernach lors de la création de la commune de la Vallée de l'Ernz. Le canton de Wiltz voit les communes de Heiderscheid et Neunhausen dissoutes lors de leur fusion avec la commune d’Esch-sur-Sûre. Le nombre de communes du district passe dès lors de 43 à 36.
Le 1er janvier 2015, la commune d'Eschweiler est dissoute lors de sa fusion avec Wiltz, le district passe alors de 36 à 35 communes.
Il est supprimé en octobre 2015, comme tous les districts du pays, faisant des cantons le premier découpage administratif luxembourgeois.

## Géographie
Le district de Diekirch est bordé au nord et à l’ouest par les provinces belges de Liège et de Luxembourg, au sud par le district de Luxembourg, au sud-est par le district de Grevenmacher et à l’est par le Land allemand de Rhénanie-Palatinat.
Le district s’étend sur 1 157 km2, ce qui fait de lui le plus vaste des trois districts du pays. Sa population est de 77 319 habitants en 2010, soit 67 habitants/km2, la densité la plus faible des trois districts.

## Subdivisions
Le district de Diekirch était subdivisé au 1er janvier 2015 en 5 cantons et 35 communes :
| - Canton de Clervaux : - Clervaux - Parc Hosingen - Troisvierges - Weiswampach - Wincrange | - Canton de Diekirch : - Bettendorf - Bourscheid - Diekirch (chef-lieu) - Erpeldange-sur-Sûre - Ettelbruck - Feulen - Mertzig - Reisdorf - Schieren - Vallée de l'Ernz | - Canton de Redange : - Beckerich - Ell - Grosbous - Préizerdaul - Rambrouch - Redange-sur-Attert - Saeul - Useldange - Vichten - Wahl | - Canton de Vianden : - Putscheid - Tandel - Vianden | - Canton de Wiltz : - Boulaide - Esch-sur-Sûre - Goesdorf - Kiischpelt - Lac de la Haute-Sûre - Wiltz - Winseler |

## Liste des commissaires de district
La liste ci-dessous recense toutes les personnes ayant officié en tant que commissaire de district de Diekirch.
- date indéterminée - 1842: J. Vannérus (par intérim)[5]
- 1843 - date indéterminée, au moins jusqu'en 1850: Jean-Baptiste Félicien Mersch[5],[6]
- 1885 - 1893 : Auguste Landmann[7],[8]
- 1893 - 1895: Rodolphe Heck[9]
- 1903 - date indéterminée :Théophile Schiltz[10]
- en fonction en 1911: ? Schiltz[11]
- en fonction en 1930: ? Simons[12]
- dates indéterminées : André Origer (lb)
- 2000-date indéterminée : Laurent Knauf[13]

## Population et société

### Démographie
L'évolution du nombre d'habitants est connue à travers les recensements de la population effectués dans le pays depuis 1821. Les recensements décennaux de la population permettent de caler les chiffres sur la composition de la population par sexe, âge, nationalité et commune de résidence. Entre deux recensements, la population au 1er janvier de l’année {\displaystyle x} est évaluée en ajoutant à la population au 1er janvier de l’année {\displaystyle x-1} les soldes naturel (naissances {\displaystyle -} décès) et migratoire (arrivées {\displaystyle -} départs) de l'année. La même méthode est appliquée pour la répartition par âge au 1er janvier et les effectifs totaux par nationalité. Depuis le 3 octobre 2015, les districts du Luxembourg ont été abolis.
Au 1er janvier 2015, le district comptait 85 439 habitants.
| 1851   | 1871   | 1880   | 1890   | 1900   | 1910   | 1922   | 1930   | 1935   |
| ------ | ------ | ------ | ------ | ------ | ------ | ------ | ------ | ------ |
| 66 087 | 69 850 | 68 592 | 64 716 | 63 410 | 64 005 | 60 934 | 60 134 | 59 712 |

| 1947   | 1960   | 1970   | 1978   | 1979   | 1981   | 1983   | 1984   | 1985   |
| ------ | ------ | ------ | ------ | ------ | ------ | ------ | ------ | ------ |
| 55 390 | 52 652 | 52 384 | 53 230 | 53 196 | 53 353 | 53 700 | 54 020 | 54 300 |

| 1986   | 1987   | 1988   | 1989   | 1990   | 1991   | 1992   | 1993   | 1994   |
| ------ | ------ | ------ | ------ | ------ | ------ | ------ | ------ | ------ |
| 54 420 | 54 970 | 55 332 | 55 988 | 56 764 | 56 895 | 57 979 | 59 326 | 60 272 |

| 1995   | 1996   | 1997   | 1998   | 1999   | 2000   | 2001   | 2002   | 2003   |
| ------ | ------ | ------ | ------ | ------ | ------ | ------ | ------ | ------ |
| 61 066 | 61 888 | 62 663 | 63 594 | 64 620 | 65 776 | 67 454 | 68 132 | 68 892 |

| 2004   | 2005   | 2006   | 2007   | 2008   | 2009   | 2010   | 2011   | 2012   |
| ------ | ------ | ------ | ------ | ------ | ------ | ------ | ------ | ------ |
| 70 090 | 71 210 | 72 317 | 73 508 | 74 863 | 76 140 | 77 319 | 78 300 | 80 234 |

| 2013   | 2014   | 2015   | - | - | - | - | - | - |
| ------ | ------ | ------ | - | - | - | - | - | - |
| 81 847 | 83 661 | 85 439 | - | - | - | - | - | - |

Pour des raisons techniques, il est temporairement impossible d'afficher le graphique qui aurait dû être présenté ici.